# 長島五郎作
長島 五郎作（ながしま ごろさく、嘉永5年（1852年） - 明治2年5月11日（1869年6月20日））は、新選組隊士、守衛新選組の一人。
安房国出身。慶応3年（1867年）、新選組に入隊したとされ、局長近藤勇の側近を務める。
戊辰戦争勃発後は、土方歳三の側近を務めて、共に蝦夷地へ渡航。二股口の戦いで戦功をあげたが、箱館総攻撃により戦死。享年18。